# بيت حرس
بيت الحرَس أو الحراسة هو مبنى يستخدم لإيواء الحُرَّاس ومعدات الأمن. كانت غرف الحَرَس تاريخيًا مهاجع، والأماكن التي ينتظر فيها الحراس غير المنتشرين في مراكز الحراسة عند الطلب، ولكن تعهدتها شركة خدمات أمنية مؤخرًا. بعض غرف الحراسة هي سجون أيضًا.

## صور

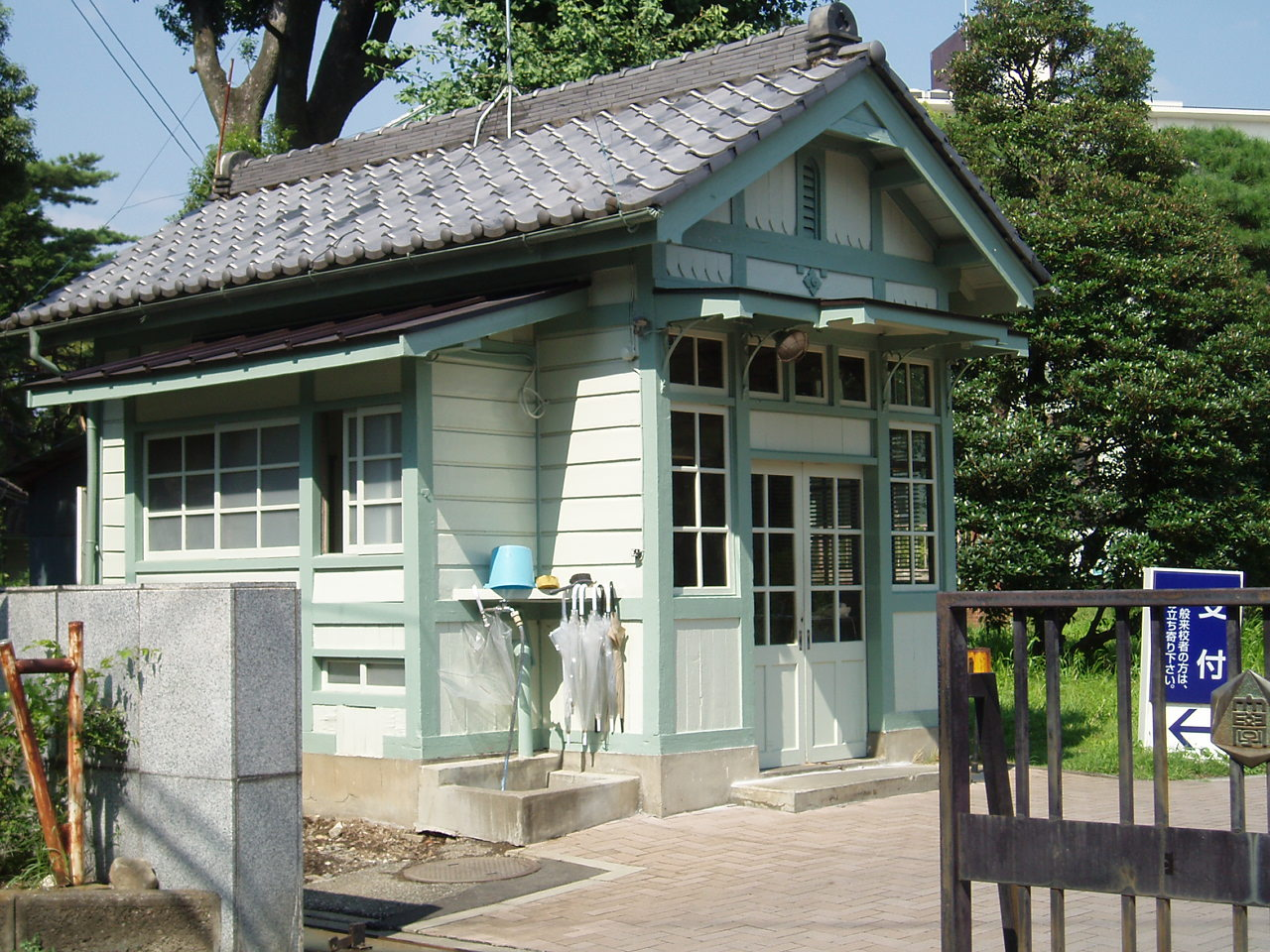
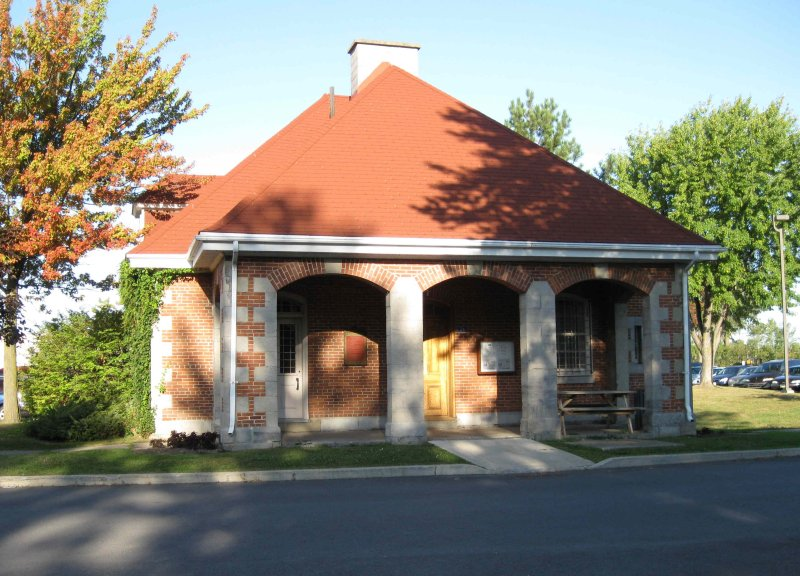
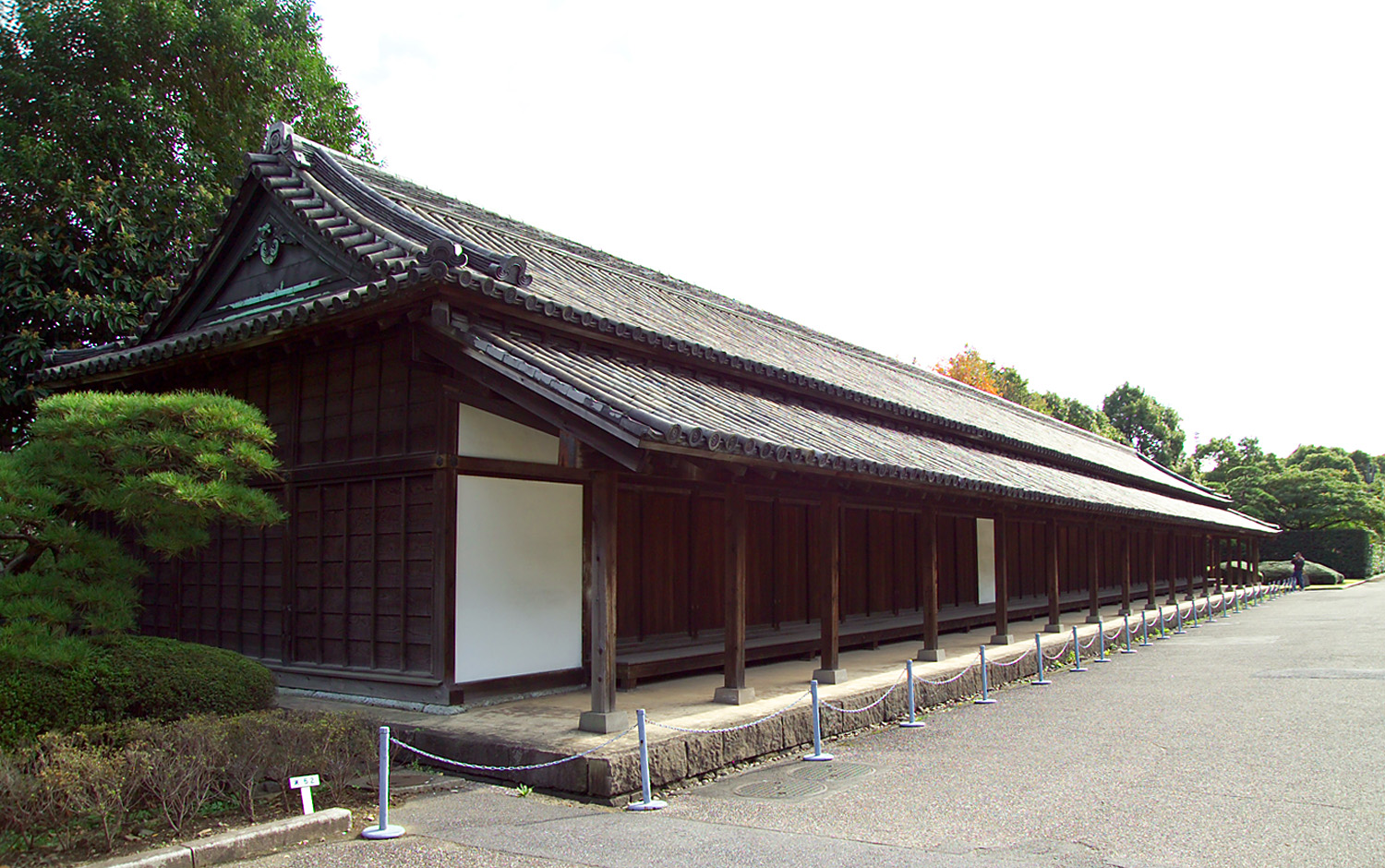
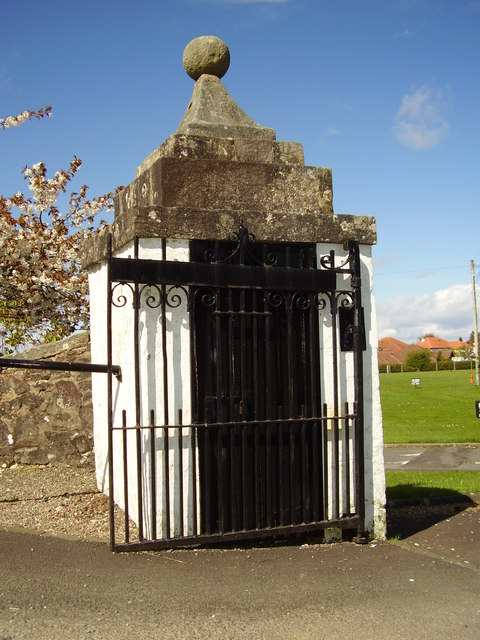
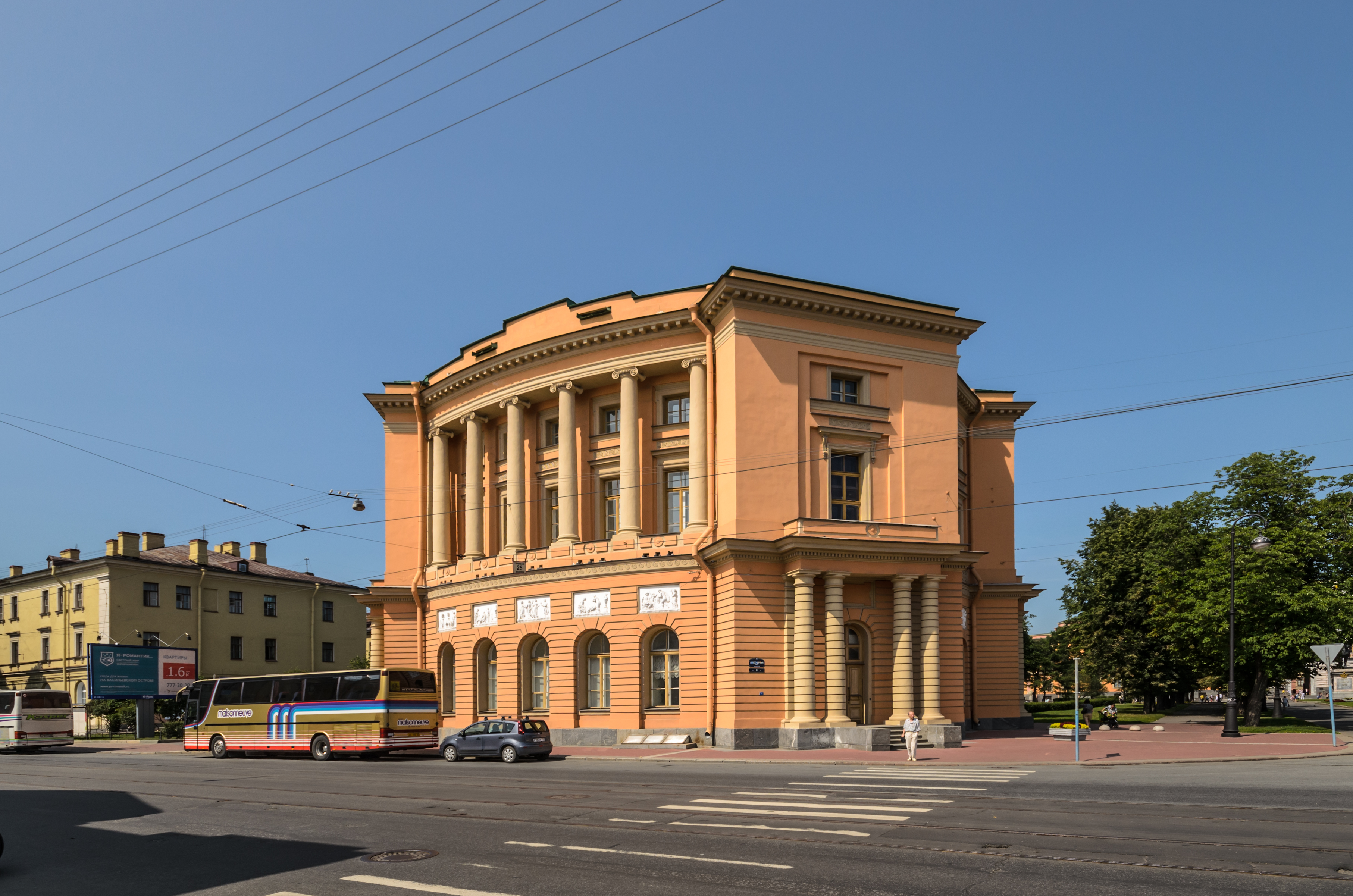
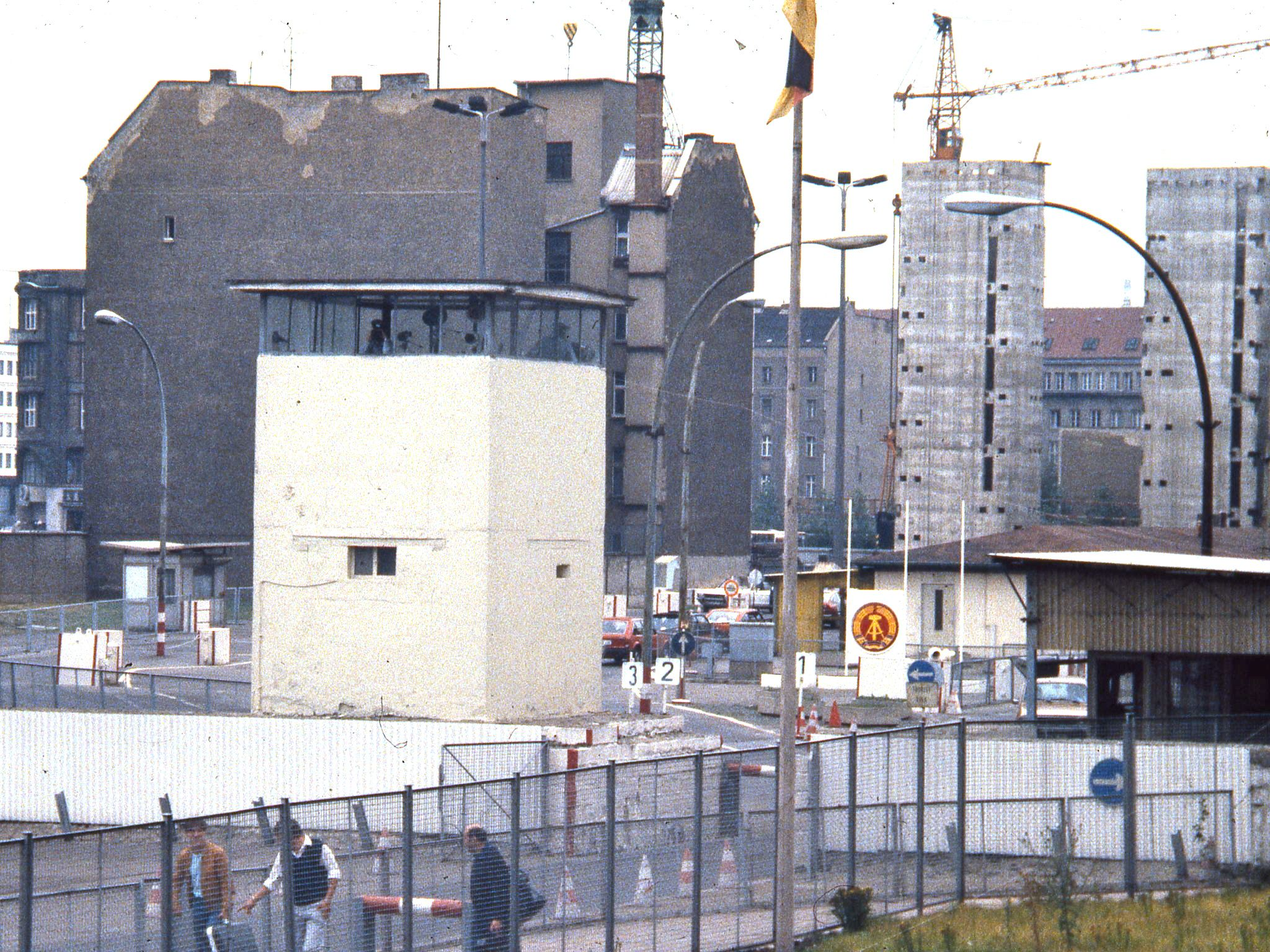